# Adanim (Izrael)
Adanim (hebr.: עדנים) – wieś położona w samorządzie regionu Bene Szimon, w Dystrykcie Południowy, w Izraelu.
Leży w północnej części pustyni Negew.

## Historia
Osada została założona w 2007.